# Ґродково-Влукі
Ґродково-Влукі (пол. Grodkowo-Włóki) — село в Польщі, у гміні Серпць Серпецького повіту Мазовецького воєводства.
Населення — 40 осіб (2011).
У 1975-1998 роках село належало до Плоцького воєводства.

## Демографія
Демографічна структура станом на 31 березня 2011 року:
|          | Загалом | Допрацездатний вік | Працездатний вік | Постпрацездатний вік |
| -------- | ------- | ------------------ | ---------------- | -------------------- |
| Чоловіки | 18      | 5                  | 10               | 3                    |
| Жінки    | 22      | 5                  | 12               | 5                    |
| Разом    | 40      | 10                 | 22               | 8                    |